# Archäologie in Niedersachsen
Archäologie in Niedersachsen (AiN) ist eine Schriftenreihe zu Themen der Bodendenkmalpflege in Niedersachsen, in deren Rahmen Archäologen, Paläontologen, Bodendenkmalpfleger und Wissenschaftler benachbarter Fachbereiche Berichte zu Ausgrabungen und Fundstücken aus unterschiedlichen Zeitepochen veröffentlichen. Die seit 1998 als Jahrbuch erscheinende Schrift wird von der Archäologischen Kommission für Niedersachsen herausgegeben und erscheint im Isensee Verlag. 

## Beschreibung
Der Zweck der Schriftenreihe besteht in der Information der archäologisch interessierten Öffentlichkeit über regionale Untersuchungstätigkeiten. Sie wird mit Forschungsmitteln des Landes Niedersachsen gefördert. Pro Ausgabe sind rund 30 bis 40 Beiträge zu verschiedenen Themenstellungen aus der aktuellen archäologischen Forschungs- und Untersuchungstätigkeit enthalten. Die Artikel in Form von kurzen, auch für Laien verständlichen Aufsätzen haben nicht den Charakter einer wissenschaftlichen Publikation. Jede Ausgabe widmet sich einem thematischen Schwerpunkt. Außerdem sind Buchbesprechungen, Ausstellungsankündigungen und personelle Veränderungen in der Bodendenkmalpflege in Niedersachsen enthalten.
Bisherige Schwerpunktthemen waren:
- 1998: Neolithikum
- 1999: Mittelalterarchäologie
- 2000: Niedersachsen vor 2000 Jahren
- 2001: Archäologie und Naturwissenschaften
- 2002: Völkerwanderungszeit
- 2003: Der historische Moment
- 2004: Schätze und Horte
- 2005: Hauswerk, Handwerk, Manufakturen
- 2006: Essen und Trinken
- 2007: Elemente, Energie und Mensch
- 2008: Feuchtbodenarchäologie
- 2009: Tod und Bestattung in der archäologischen Forschung
- 2010: Mensch und Tier
- 2011: Handel, Austausch und Transport
- 2012: Archäologie in Museen und Ausstellungen
- 2013: Burgen
- 2014: Aggression, Gewalt, Krieg
- 2015: Archäologie des Wohnens
- 2016: Schmuck
- 2017: Suchen und Finden
- 2018: Arm oder Reich
- 2019: Landschaft im Fokus
- 2020: Geschichte der Dinge
- 2021: Wasser: Leben – Gefahren – Rituale
- 2022: Entwicklungen - 25 Jahre Archäologie in Niedersachsen
- 2023: Römer - Lifestyle - Sachkultur
- 2024: Rohstoffe

Vergleichbare Schriften erscheinen in anderen Bundesländern. In Nordrhein-Westfalen ist dies Archäologie im Rheinland des LVR-Amt für Bodendenkmalpflege im Rheinland, in Bayern „Das archäologische Jahr in Bayern“ des Bayerischen Landesamtes für Denkmalpflege und der Gesellschaft für Archäologie in Bayern, in Hessen das Jahrbuch „hessenArchäologie“ und in Berlin sowie Brandenburg „Archäologie in Berlin und Brandenburg“.